# Chiba-dera
Le Chiba-dera (千葉寺, Chiba-dera), aussi connu sous le nom Senyō-ji (千葉寺), est un temple bouddhiste situé dans l'arrondissement de Chūō de la ville de Chiba, dans la préfecture de Chiba au Japon. Le Chiba-dera est un des nombreux temples bouddhistes de la région, établi selon la tradition par le prêtre Gyōki (668 - 749). Le Chiba-dera, qui appartient à la secte Buzan du bouddhisme shingon, est le 29e temple du Bandō Sanjūsankasho, circuit de trente-trois temples bouddhistes de l'est du Japon consacrés à la déesse Kannon aux onze visages.

## Histoire

### Fondation
Le site du Chiba-dera sert de temple bouddhiste depuis le début du VIIIe siècle. Les tuiles vitrées du toit  kawara des bâtiments bouddhistes ont été mises au jour au sein du temple keidai dans l'enceinte du Chiba-dera qui date du début de l'époque de Nara (710 - 794). Selon la légende, le prêtre Gyōki (660 - 721) visite le site du temple alors situé dans le village d'Ikeda, district de Chiba, province de Shimōsa, sous le règne de l'impératrice Gemmei. Gyōki est ému par les grandes fleurs de lotus - important symbole de la tradition bouddhiste - et se repose sur place. Le prêtre a une vision du bodhisattva Kannon puis sculpte et consacre deux statues de Kannon sur le site en 709. Cela marque la date traditionnelle de la fondation du temple. Gyōki rapporte l'histoire à l'empereur Shōmu (701 - 756), protecteur convaincu de la foi bouddhiste, qui ordonne alors la construction d'un temple (伽藍, garan) et de quartiers d'habitation pour moines (僧坊, sōbō) sur le site. L'empereur Shōmu nomme le temple « Kaishōzan Kanki-in Shōren Senyō-ji » (海照山歡喜院青蓮千葉寺).

### Époque de Heian
Des preuves archéologiques suggèrent que le site est utilisé pour les enterrements dès le début de l'époque de Heian et les tombes de cette période révèlent des conteneurs 経筒 (kyōzutsu) pour conserver des manuscrits d'écritures bouddhistes, des fragments de statuaire bouddhistes en porcelaine blanche (en) et des perles de verre produites en Chine pendant la dynastie Song (960 - 1279).

## Arrivée du clan Chiba
En arrivant dans la région de Kantō, le clan Chiba utilise la zone de l'actuelle ville de Chiba comme base de son pouvoir et prend le contrôle du temple. Le clan soutient et entretient le Chiba-dera à partir de fin de l'époque de Heian jusqu'à sa chute à l'époque de Muromachi. Selon le Chiba-shū, l'histoire du clan, la famille Chiba se sert du Chiba-dera comme lieu pour procéder à des rites et des rituels liés au clan. Le Chiba-dera bénéficie par ailleurs du patronage de Minamoto no Yoritomo, (1147 - 1199). Après sa défaite à la bataille d'Ishibashiyama en 1180, Yoritomo cherche des alliés dans la région de Kantō. Minamoto prie tous les jours au Chiba-dera tout en créant une alliance avec le clan Chiba. En reconnaissance de l'accomplissement de ses prières pour le succès militaire et l'aide du clan Chiba, Yoritomo commande une vaste rénovation du Chiba-dera en 1182 avec la création du shogunat de Kamakura. Le clan Chiba commande également des bâtiments et des éléments bouddhiste au cours de sa longue association avec le temple, dont certains ont survécu et sont désignés trésor national du Japon. Le clan invite de nombreux prêtres et érudits bouddhistes au Chiba-dera, en particulier en provenance de la secte tendai. Durant cette période, le temple se crée une réputation de centre régional d'apprentissage.

### Époque d'Edo
L'importance du Chiba-dera diminue considérablement après le siège d'Odawara en 1590. Les Chiba, qui se sont alliés au clan Hōjō, sont entièrement dépouillés de leurs biens après leur défaite par Toyotomi Hideyoshi (1536 ou 1537 à 1598). Tokugawa Ieyasu (1543 - 1616), reconnaissant que le temple est près de s'effondrer dans le désordre de la période, fait restaurer le Chiba-dera et reconstruit le bâtiment garan incendié. Les membres du clan Tokugawa visitent et prient au Chiba-dera qui reçoit une allocation de 100 koku au début du XVIIe siècle. Tokugawa Hidetada (1579 - 1632), deuxième shogun Tokugawa, construit un nouveau Kannon-dō (観音堂) bâtiment principal de grandes dimensions en 1623. En dépit de ce parrainage, le Chiba-dera subit de nombreux incendies dévastateurs et fait l'objet de reconstructions successives au cours de l'époque d'Edo (1603 - 1868), notamment en 1689, 1806, et 1852.

### Histoire moderne
Le Chiba-dera connaît un sévère déclin après la restauration de Meiji en 1868. Le temple perd son allocation de riz, sa seule source de revenus. Les biens du Chiba-dera sont confisqués en 1869 par les lois du shinbutsu bunri qui rendent obligatoire la séparation du  shintoïsme et du bouddhisme. Le temple n'a pas de prêtre résident pendant une grande partie de l'ère Meiji (1868 - 1912). Les partisans du temple restaurent lentement le Chiba-dera au début du XXe siècle. Le temple est presque 'entièrement détruit par le feu au cours de la Seconde Guerre mondiale. Les bombardements stratégiques de la ville de Chiba City sont menés par les États-Unis dans le cadre plus large du bombardement de Tokyo en 1945. Le 6 août 1945 le temple est considérablement endommagé par les bombardements aériens et le Kannon-dō construit par Tokugawa Hidetada en 1623 est complètement détruit.En 1976, le temple célèbre la construction et l'ouverture de l'actuel Kannon-dō.

## Le gingko
L'enceinte du temple keidai du Chiba-dera héberge un grand gingko . Il fait plus de 30 m de haut et son tronc a une circonférence de 8 m. Le gingko du Chiba-dera passe pour avoir mille ans. L'arbre est désigné « monument naturel important » (天然記念物, tennen kinenbutsu) de la préfecture de Chiba.

## Chiba-warai
Durant l'époque d'Edo, une coutume locale le « chiba-warai » veut que les habitants portent des masques à la Saint Sylvestre, se réunissent au Chiba-dera et expriment des plaintes et usent d'un langage ordurier vis-à-vis des administrateurs locaux et des commerçants. Des personnes de toutes les catégories, hommes et femmes, jeunes et vieux prennent part au « chiba-warai ». Les commentaires sarcastiques sont suivis d'éclats de rire, d'où le nom « chiba-warai » (千葉笑い). À minuit le chiba-warai est terminé et les villageois commencent les célébrations du nouvel An japonais. Tomokiyo Oyamada (1783 - 1847) décrit cette coutume dans le Sōma nikki. Le chiba-warai est pratiqué jusqu'à l'ère Meiji.
Le poète Kobayashi Issa (1763 - 1827) a écrit un haiku à propos du chiba-warai.
千葉寺や　隅に子どもも　むり笑ひ
Chibadera ya sumini kodomo mo muriwarai
Chiba-dera / Dans les coins, même les enfants / rient de façon irrationnelle.

## Trésors remarquables
- Cloche du temple 梵鐘 (bonsō?), 1261, désignée « bien culturel important »
- Stupa 宝塔 (Hōtō?), fin de l'époque de Kamakura, désigné « bien culturel important », à présent conservé au musée national de Tokyo
- Plaque du temple 板碑 (Itabi?), 1361, désignée « bien culturel important », à présent conservée au musée national de Tokyo
- Lanterne du temple hexagonale en cuivre 釣燈籠 (tsuridōrō?), début de l'époque de Muromachi, désignée « bien culturel important », à présent conservée au musée national de Tokyo

## Place dans le pèlerinage bouddhiste
Bandō Sanjūsankasho
28 Ryushō-in　--　29 Chiba-dera　--　30 Kōzō-ji